# Streifenkarakara
Der Streifenkarakara (auch Klunkerkarakara) (Phalcoboenus carunculatus) gehört zur Tribus der Geierfalken in der Familie der Falkenartigen. Die Art lebt in den südamerikanischen Anden von Kolumbien und Ecuador. Der Bestand wird von der IUCN als nicht gefährdet (Least Concern) eingestuft.

## Merkmale
Der Streifenkarakara erreicht eine Körperlänge von etwa 51–56 Zentimetern. Die Oberseite glänzt schwarz mit zurückgebogenen Oberkopffedern. Die Oberschwanzdecken und ein großer Fleck am Ende des Schwanzes sind weiß. Teile der schwarzen Unterseite sind von weißen Streifen durchzogen, während der Bauch und die Unterschwanzdecken vollständig weiß gefärbt sind. Im Flug sind die unteren Flügeldecken und die Basis der Flugfedern weiß. Die restlichen schwarzen Flugfedern werden von eng aneinander liegenden weißen Flecken durchzogen. Die Vögel haben eine dunkelbraune Iris. Die Wachshaut, das faltige Gesicht und der obere Teil der Kehle sind rötlich bis orangerot, während die Beine hellgelb sind. Der Schnabel ist bläulich-grau.
Das Gefieder heranwachsender Vögel unterscheidet sich von ausgewachsenen Exemplaren deutlich: Jungvögel sind gelbbraun bis dunkelbraun mit einigen weißen Flecken am Kopf und an der Unterseite. Die Oberschwanzdecken sind weißlich mit einigen bräunlichen Ausnahmen. Im Flug erkennt man einen blassen gelbbraunen Flecken an der Basis der Handschwingen. Der nackte Kopf und die Beine sind dunkel.

## Verbreitung und Lebensraum

Verbreitungsgebiet

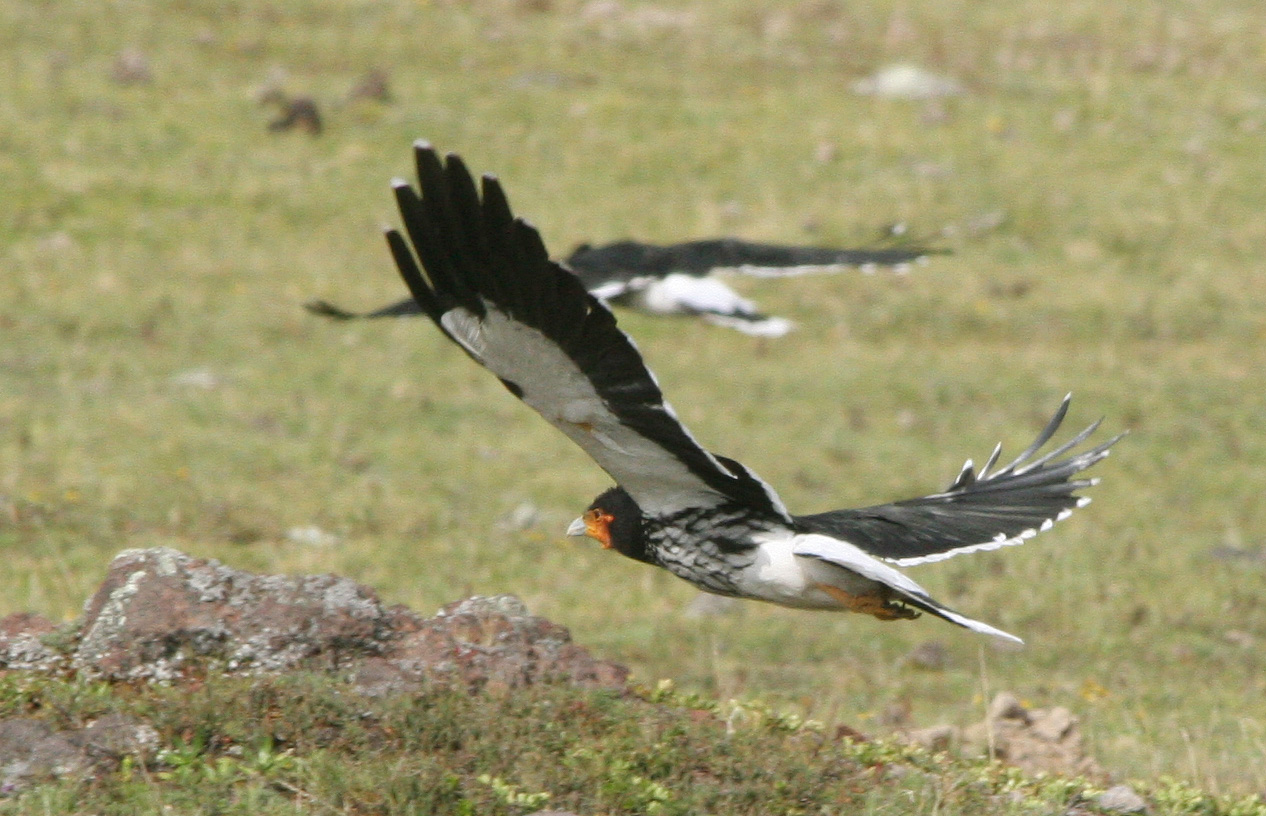
Streifenkarakaras (Phalcoboenus carunculatus) – über einer baumlosen Hochebene gleitend

Man findet die Vögel in trockenen baumlosen Gegenden der Hochgebirge, speziell nahe grasbewachsener Heiden und Páramo-Vegetation. Hier bewegen sie sich zwischen 3000 und 4200 Metern. In Kolumbien kommen sie in den Zentralanden des Departamento del Cauca im Nationalpark von Puracé und südlich bis in die Anden des Departamento de Nariño vor. In Ecuador erstreckt sich ihr Verbreitungsgebiet bis in die Provinzen Azuay, El Oro und den Norden von Loja. Am häufigsten trifft man sie in Ecuador aber im Nationalpark Antisana (ehemals Reserva Ecológica Antisana) an.

## Verhalten
Einzelne Tiere und gelegentliche Paare fallen in ihrem natürlichen Umgebung auf. Selten sieht man sie auch in größerer Anzahl, außer sie halten sich in der Nähe von Rinderherden auf. Oft schreitet der Vogel am Boden und gilt deshalb als ausgesprochen flugfaul. Bei ihren Bodenausflügen suchen sie nach Aas, Würmern und Insekten, aber auch nach Samen und anderer Nahrung. Im Flug lassen sie sich gerne von den böigen Bergwinden tragen und sind in der Lage, elegant über längere Strecken zu segeln. Generell scheinen sie in den nördlichen Breitengraden die klassische Rolle von Raben und Krähen zu übernehmen.

## Lautäußerungen
Nur sehr selten stoßen Streifenkarakaras ein paar raue bellende Laute aus.

## Etymologie und Forschungsgeschichte
Marc Athanase Parfait Œillet Des Murs beschrieb den Streifenkarakara unter dem heute gültigen Namen Phalcoboenus carunculatus. Das Typusexemplar stammt aus Kolumbien und wurde ihm von den Brüdern Édouard und Jules Verreaux übersandt.
Das Wort Phalcoboenus ist ein Wortgebilde aus den griechischen Worten » phalkōn φάλκων« für »Falke« und »bainō βαίνω« für »gehen, laufen«.
Das Wort »carunculatus« stammt vom lateinischen wort »caruncula« für »kleines Stück Fleisch« ab.
Der Streifenkarakara heißt im Spanischen matamico parameño und wird lokal auch curiquingue, matamico carunculado, caracara paramuno, caracara carunculado oder caraca curiquingue genannt.